# Juuka
Juuka est une municipalité de l'est de la Finlande. Elle fait partie de la province de Finlande orientale et de la région de Carélie du Nord.

## Géographie
La municipalité, très étendue (c'est la 4e de la région par la taille), borde la rive ouest du lac Pielinen. Le centre administratif, au bord du lac, regroupe un peu plus de 50 % du total des habitants.
Elle est bordée par les municipalités de Nurmes au nord, Lieksa à l'est (au-delà du Pielinen), Kontiolahti au sud-est, Polvijärvi au sud, et côté Savonie du Nord par Kaavi au sud-ouest, Kuopio à l'ouest et Rautavaara au nord-ouest.

## Démographie
Sa courbe de population est dans la moyenne des autres municipalités rurales et forestières de la région : 50 % de baisse en 50 ans, et autour de 2 % annuels les dernières années.
Depuis 1980, l'évolution démographique de Juuka est la suivante, :
| Année      | 1980  | 1985  | 1990  | 1995  | 2000  | 2005  |
| ---------- | ----- | ----- | ----- | ----- | ----- | ----- |
| population | 7 875 | 7 617 | 7 317 | 7 065 | 6 583 | 6 034 |

| Année      | 2010  | 2015  | 2020  |
| ---------- | ----- | ----- | ----- |
| population | 5 589 | 5 034 | 4 594 |

## Économie
La municipalité de Juuka est particulièrement connue pour les carrières de stéatite de Nunnanlahti et l'industrie de la stéatite représentée par deux sociétés, Nunnanlahden Uuni Oy et Tulikivi Oyj.

### Principaux employeurs
En 2020, les principaux employeurs sont :
| Employeur                          | Emplois |
| ---------------------------------- | ------- |
| Tulikivi Oyj                       | 188     |
| NunnaUuni Oy                       | 57      |
| Attendo Juuan Hoiva Oy             | 51      |
| VS Turva-aidat Oy                  | 29      |
| Metallipalvelu Hartikainen Oy      | 23      |
| Pielisen Maanrakennus Oy           | 18      |
| Neste Juuka Kolinportti            | 10      |
| Nunnanlahden Uuni Oy               | 8       |
| Kivisiirto Oy                      | 7       |
| Pielisen Kuljetus ja Jätehuolto Oy | 7       |

## Politique et administration

### Conseil municipal
Les 23 conseillers municipaux sont répartis comme suit:
| Parti     | Parti                              | Sièges 2021–2025 |
| --------- | ---------------------------------- | ---------------- |
|           | Parti social-démocrate de Finlande | 7                |
|           | Vrais Finlandais                   | 4                |
|           | Parti de la Coalition nationale    | 1                |
|           | Parti du centre                    | 9                |
|           | Ligue verte                        | 1                |
|           | Chrétiens-démocrates               | 1                |
| Sources : |                                    |                  |

## Transports
Juuka est traversé par la route nationale 6, et se trouve à 44 km de Nurmes, 84 km de Joensuu et 146 km de Kajaani.
La route régionale 508 la relie à Kuopio et la route régionale 506 à Kaavi.

## Galerie

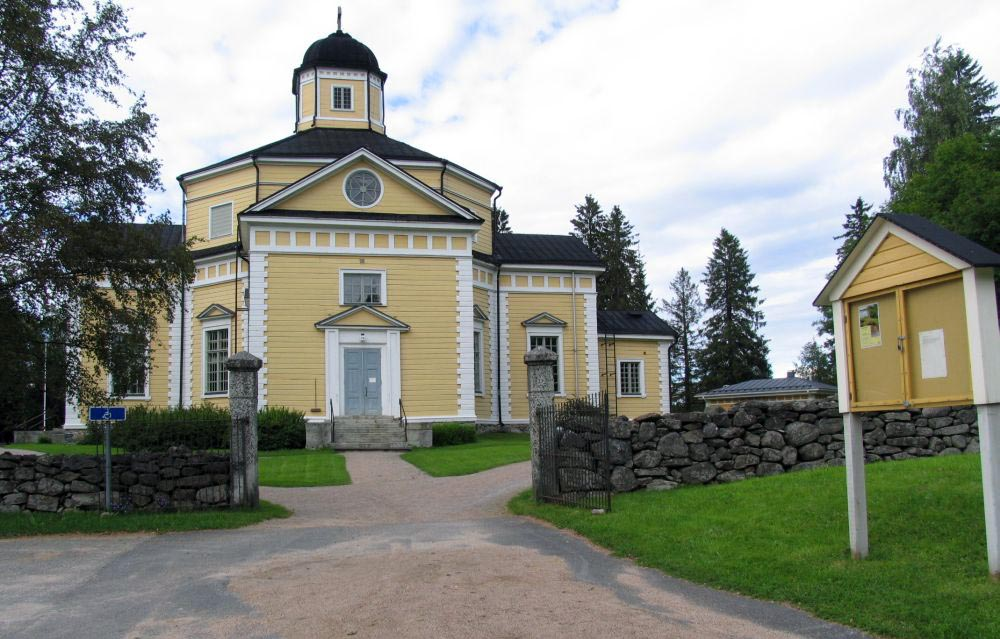
Église de Juuka.
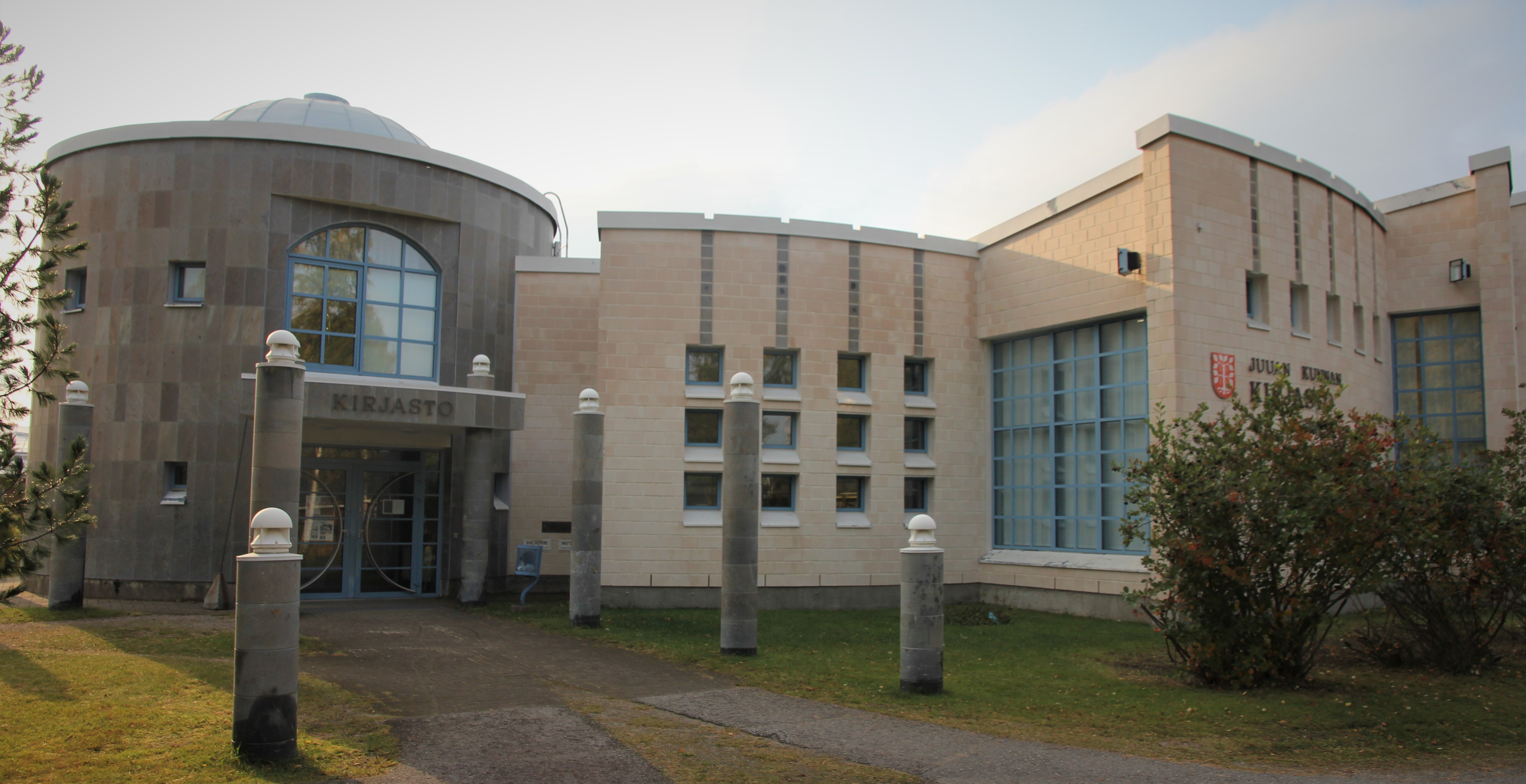
Bibliothèque municipale.
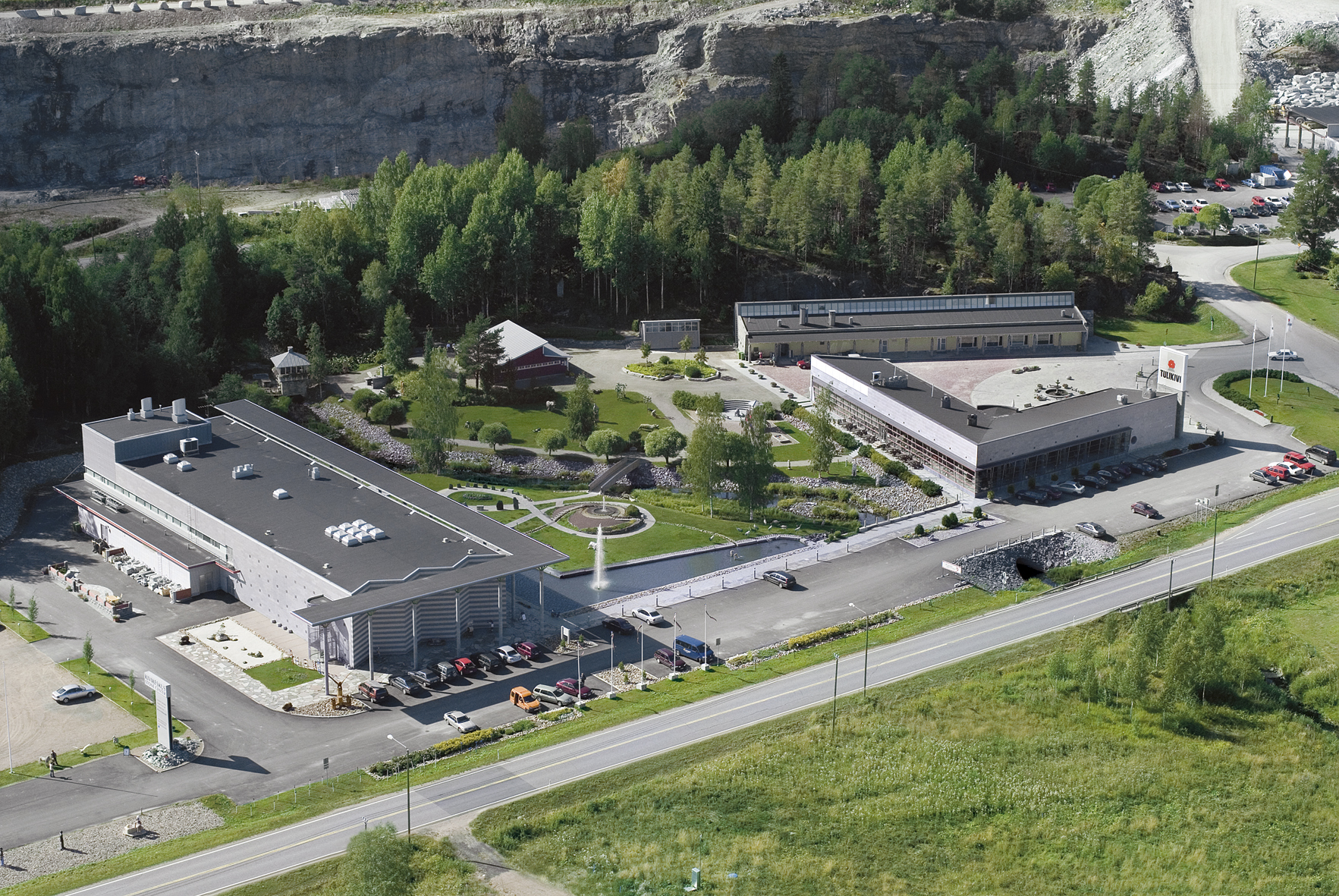
Usine Tulikivi.